# 宝石サンゴ
宝石サンゴ（ほうせきサンゴ）とは、紅色から白色を呈し、主に宝飾品等に加工されるサンゴの種類、あるいはその骨格を指す。サンゴ礁を形成する造礁サンゴとは、人間の使用目的に基づいて区別される。

## 概要
骨格は主に炭酸カルシウムからなり、他に炭酸マグネシウム、硫酸カルシウム、鉄分などが含まれている。このため、酸に浸けると溶解する。モース硬度は3.5程度で、紫外線に対して淡紫色の蛍光を発する。
生物学的な分類上のサンゴは刺胞動物門ヒドロ虫綱に属するヒドロサンゴと花虫綱に属する多数の種に分かれる。花虫綱はすでに絶滅した化石サンゴを除くと、触手が6本あるいは6の倍数である六放サンゴ亜綱と、触手が8本の八放サンゴ亜綱に分類される。八放サンゴは主に温帯の深海底に棲息し、多孔質の六放サンゴに比べて骨格が緻密で丈夫なものが多く、宝石サンゴの多くは八放サンゴに含まれる。一方で、六放サンゴに含まれるツノサンゴが黒サンゴ（ブラック・コーラルあるいはゴールデン・コーラル）として宝飾品用途に使用され、宝石サンゴとして分類されることもあるなど、生物学的な分類と宝石サンゴは必ずしも一致しない。

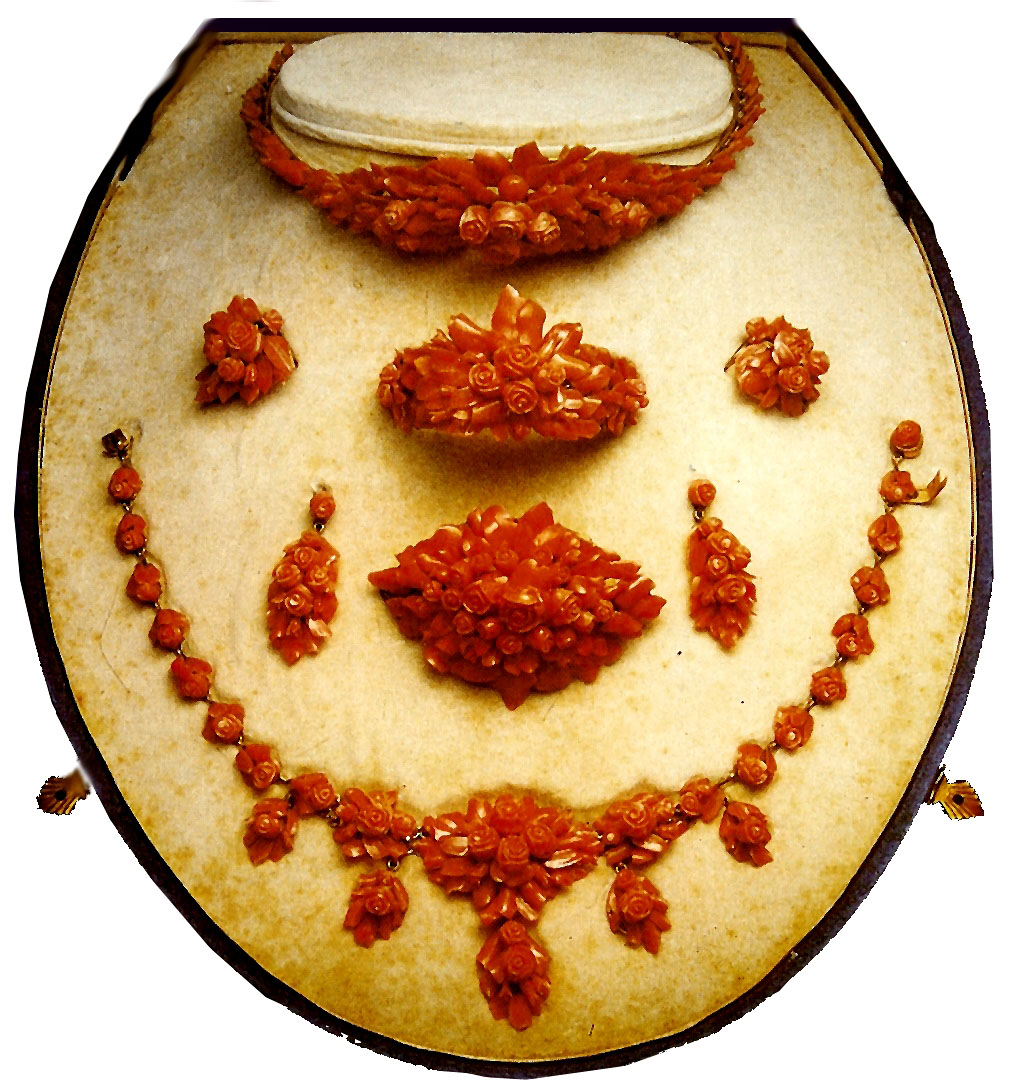
エジプト、ファリダ王妃のサンゴの首飾り

## 種類
宝石サンゴとしては、主に下記の種類がある
- ベニサンゴ（Corallium rubrum）

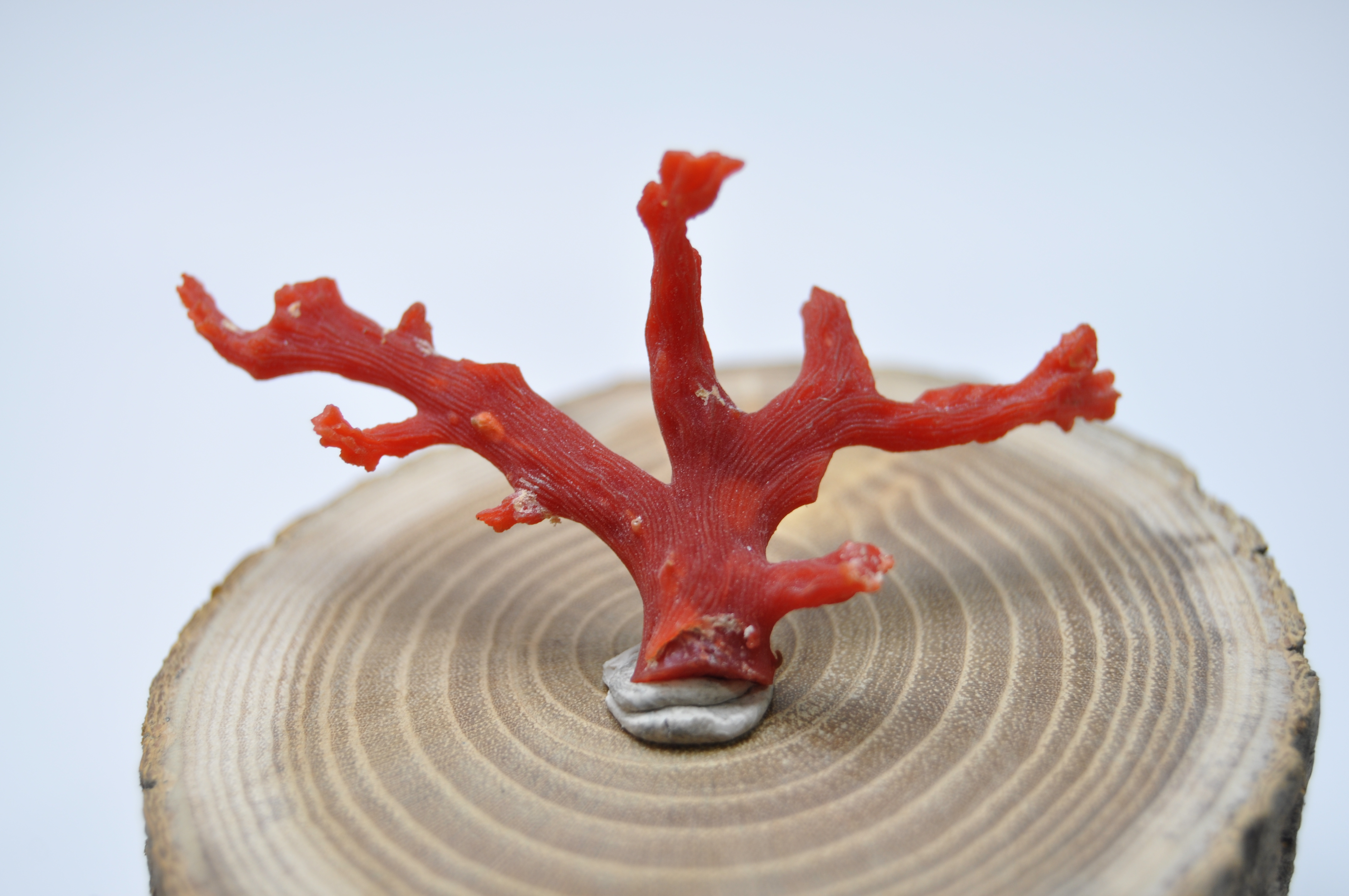
ベニサンゴ

生息地は地中海、イタリア近海からアフリカ北西岸まで。群体の高さは30センチメートル程度、根本の太さは直径2センチメートル程度。100メートル以上の深海底にのみ生息する他の宝石サンゴとは異なり、浅い海底にも分布する。数万年前からと、宝石サンゴの中ではもっとも人類の利用が長い。
- アカサンゴ（Corallium japonicum）

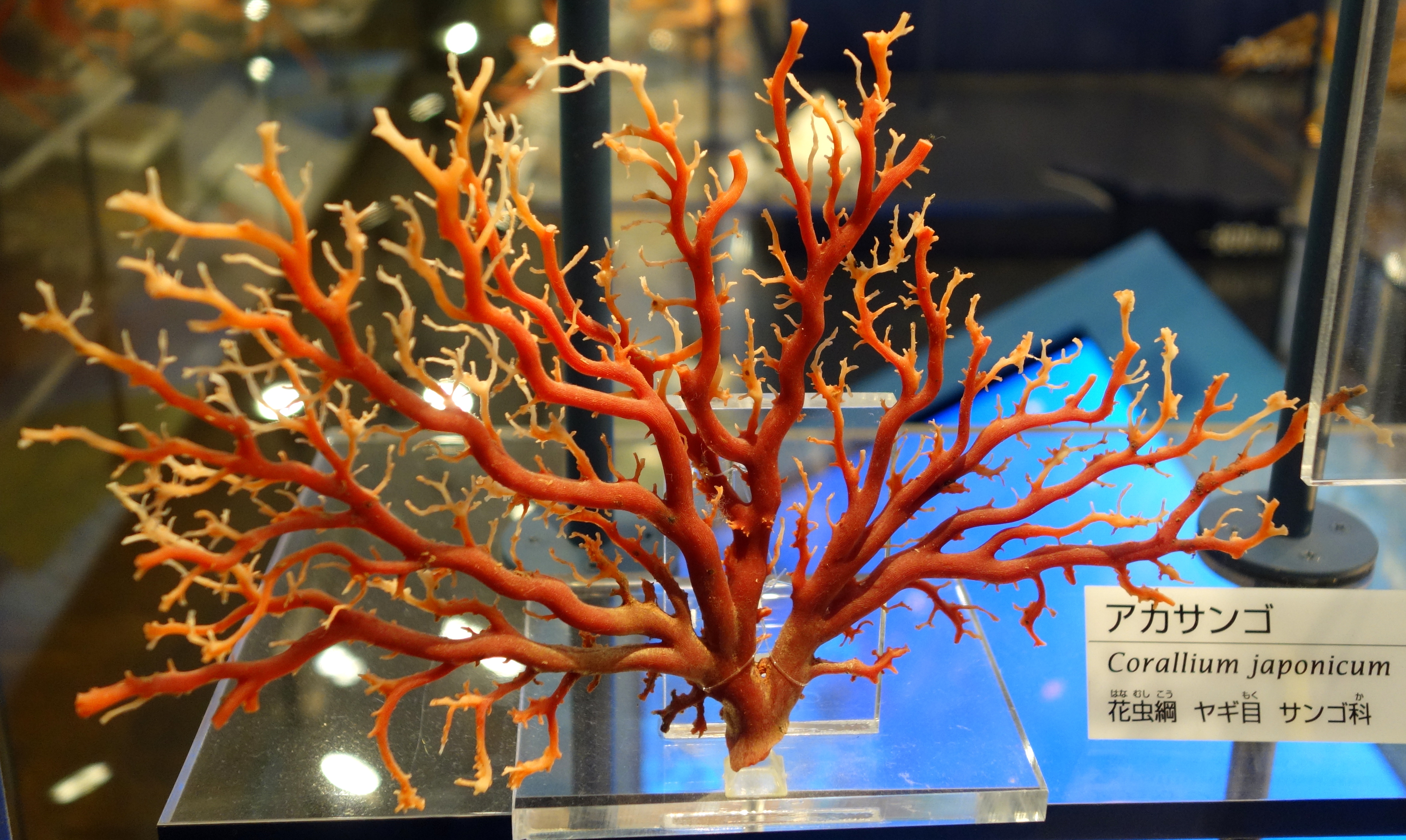
アカサンゴ

土佐湾、小笠原諸島など日本近海の海底に生息。群体の高さは40センチメートル程度、根本の太さは直径5センチメートル程度。
- モモイロサンゴ（Corallium elatius）

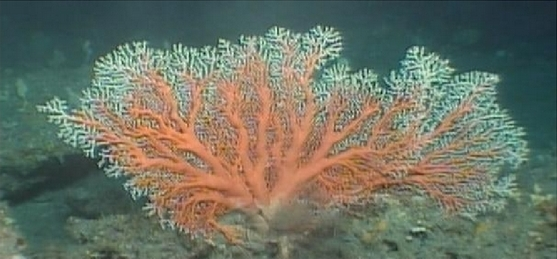
モモイロサンゴ

フィリピンから五島沖、土佐湾、小笠原諸島などに生息。群体の高さは150センチメートル程度、根本の太さは直径15センチメートル以上と、他の宝石サンゴと比較して大型の種。
- シロサンゴ（Corallium konojoi）

南シナ海から五島沖、土佐湾などに生息。群体の高さは50センチメートル程度、根本の太さは直径4センチメートル程度。学名のコノジョイ（konojoi）は日本で初めてシロサンゴを採取し、またサンゴ用の漁網を開発するなどサンゴ漁に貢献した戎屋幸之丞の名前にちなむ。

## 歴史

### 世界
1908年にドイツのヴィースバーデンで、二万五千年前に人類が暮らしていた洞窟からサンゴに穴を開けたビーズが発見されるなど、旧石器時代からサンゴは宝飾品として使用されていた。地中海のベニサンゴは潜水可能な浅い海底に棲息し、嵐の後には海岸に小片が打ち上げられることもあった。こうしてベニサンゴは古い時代から交易品として活用され、古代ローマの時代には交易品として世界中に広く輸出されており、中央アジアやチベットのような海から遠く離れた地域でも珍重された。プリニウスも『博物誌』の中でサンゴについて筆を割いている。聖書の中でも「さんごも水晶も言うに足りない。知恵を得るのは真珠を得るにまさる」（ヨブ記28:18）など、幾度か言及される箇所があり、貴石として一定の価値があったことが窺われる。また、プリニウスは護符、または腹痛、結石、催眠、皮膚の修復等に薬効があるという紹介も行っているなど、宝飾品として以外の効能も見込まれていた。
サルディーニャ島近海のティレニア海は、水深の深い海盆と複雑な周辺の地形を持ち、地中海におけるサンゴ漁場の中心地となっていた。現在でも地中海産のベニサンゴは、流通業者の間で「サルディーニャ」という商品名で呼ばれている。アラビア半島で成立したイスラム帝国が地中海に到達すると、北アフリカのアラブ人漁師によるサンゴ漁が盛んになった。水揚げされたサンゴはマルタ島に集積され、そこでヴェネツィアやジェノヴァの商人に買い付けられていった。中世後半以降はイタリアの諸都市によるサンゴ漁も隆盛した。イタリア半島におけるサンゴ漁の中心地はナポリであり、1452年のナポリの記録によると、サンゴ漁船一艘あたり2500から3000ドゥカートの水揚げがあり、約100艘の船が漁に出ていたと考えられている。ヨーロッパの他都市ではサンゴに対して宝石として課税されることが多かったが、ナポリでは漁獲物と見なされて課税の対象外となっていた。近世に入ると、ナポリ近郊のトレ・デル・グレコやシチリア島のトラパニでもサンゴの加工業が盛んになり、1633年にはシチリア島のサンゴ細工職人による同職組合が結成された。
中世のヨーロッパでは、サンゴは主にロザリオや十字架、また燭台などの用途に使われていた。16世紀後半にはサンゴの彫刻が盛んになり、キリスト教を題材にした彫刻が多く作られた。
旺盛な需要によって長年採取が続けられた結果、19世紀末には地中海におけるサンゴの漁場は枯渇が見られるようになった。1875年以降、シチリア島シャッカ沖で続けてサンゴの新漁場が発見されはしたものの、シャッカサンゴと呼ばれるこの漁場は付近の火山の噴火に伴う地震によって崩壊したサンゴが堆積してできあがったもので、黒ずみや虫食いがあるなど、高品質なものは少なかった。ほぼ同時期に高品質な日本産のサンゴの流通が始まったことで、サンゴ漁の中心地は日本近海および太平洋へと移っていった。一方で、1878年にトレ・デル・グレコで専門学校が創設されるなど、サンゴの加工技術においては未だに継承が続けられている。

### 日本
日本近海には宝石サンゴの豊かな漁場があるが、地中海のベニサンゴとは異なり容易に採取することができない深海底に生息しているため、日本でサンゴの水揚げが行われるようになるのは江戸時代の末期以降のことであった。それ以前は、他の国と同様、地中海産のサンゴが貿易によって入ってくることに依存していた。
日本に残されている最古の宝石サンゴは、『正倉院御物図録』に記載されている、752年（天平勝宝4年）の東大寺大仏開眼会に使われた聖武天皇・光明皇后の冠に使用されていたもの、及び同時期のサンゴの原木である。礼冠の方は現在欠損して「礼服御冠残欠」として伝えられている。仏教の経典である『無量寿経』『大阿弥陀経』『仏説観無量寿経』には、七宝としてサンゴが出てくるほか、他の経典でも七宝あるいはそれに準ずる宝珠・宝樹として記述されている。仏典の影響を受けて、平安時代以降の仮名文学にも宝物として金銀と並びサンゴの名前が登場するようになる。『浦島太郎』の原型については諸説あるが、平安時代初期に成立していたとされる『浦島子伝』には、蓬莱の宮殿の描写として金や宝玉とともにサンゴが描写されている。また、『桃太郎』でも鬼退治をして取り返した宝物として、金銀、綾錦とならびサンゴが形容されることが多く、中世の日本においては、サンゴは実際に人の目に触れることは多くなかった者の、物語上の宝物として重要な立場を築いていた。
サンゴの装飾品が一般庶民にも出回るようになるのは、江戸時代になってからであった。1672年（寛永21年）に、喫煙の習慣が広まったことから、煙草入れの緒にサンゴ玉をつける習慣が広まったとされている。江戸時代のサンゴは未だに舶来品（胡渡り）に限定されていたため、初期には富裕な町人や武家層の装飾品に限られていた。しかし、江戸時代後期になると、サンゴは主にかんざしや櫛の飾りとして、江戸や京の一般の女性にも手が届くような価格になり、大流行となった。江戸時代のサンゴを使用した装身具として印籠、煙草入れ、きんちゃくの緒締め、根付け、櫛、かんざしなどがあった。一方で需要の高まりとともに、サンゴの模造品の製造も盛んになった。象牙や鹿の角、鯨の歯を赤く染めたものや、卵白などの材料を練って作った明石玉と呼ばれるものなどの代用品が作られていた。

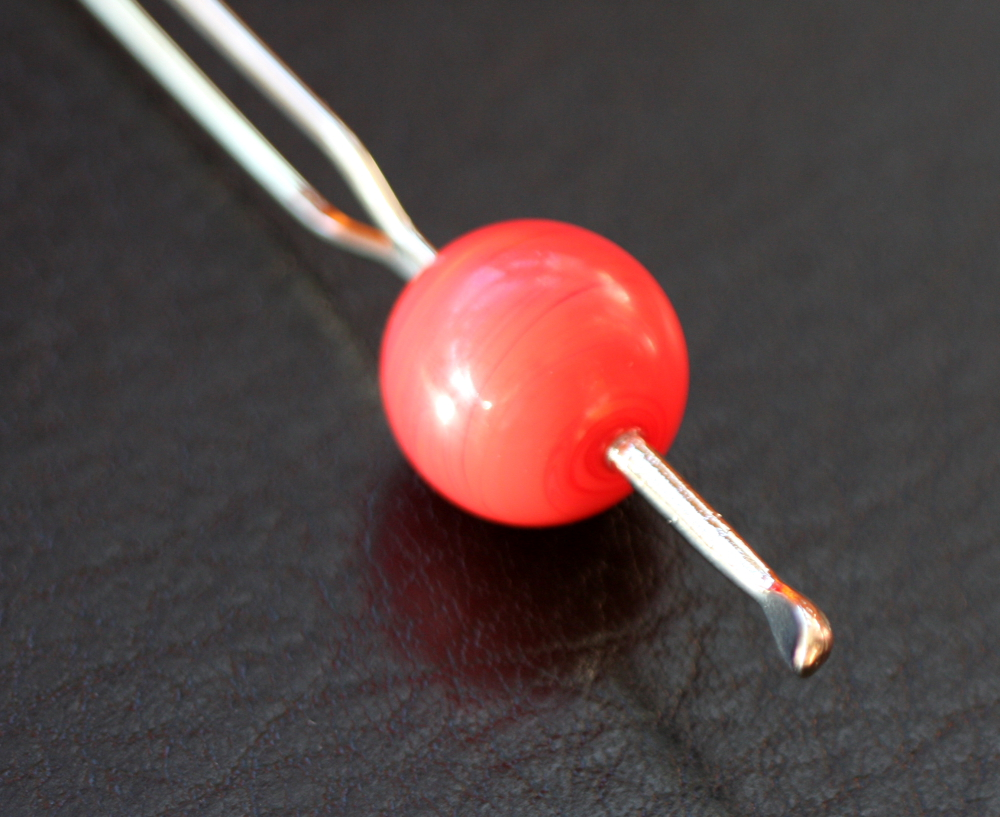
サンゴの玉簪

日本近海でのサンゴの水揚げの記録としてもっとも古いものは、1812年（文化9年）に、土佐・室戸の鯨漁師がサンゴ原木を引き上げた、という口上覚書である。土佐では底魚漁の漁師がサンゴを釣り針に掛けてしまう事例があった。しかし1838年（天保9年）に幕府が諸大名に向けて倹約令を出し、土佐藩でもこれにならって、サンゴを奢侈品として採取の禁止を定めた。サンゴが掛かってしまった場合、役所への届け出が必要となり、その煩わしさから、発見しても海に戻してしまう漁師もいた。明治に入ると本格的なサンゴ漁が開始され、1877年（明治10年）には日本からイタリアへのサンゴの輸出が開始される。土佐のサンゴ漁は1894年（明治27年）には854キログラムの水揚げを誇り、以降1909年（明治42年）に台風による漁民被害が発生するまで最盛期を迎えることになった。また、1886年（明治19年）には長崎の五島沖で、明治30年ごろには鹿児島県奄美地方で、大正年間には沖縄と台湾でサンゴの新漁場が発見された。
地中海産のベニサンゴがサルディーニャという商品名で出回ったのと同様に、日本のモモイロサンゴのうち、とくに色が均質な淡い桃色のものは、英語でエンジェル・スキンと呼ばれた。日本語ではエンジェル・スキンのモモイロサンゴは「ボケ」という名で呼ばれるが、これは明治時代に上等なモモイロサンゴの原木をできるだけ値切ろうと、イタリア人バイヤーがボケた色をしていると評したことに由来する。20世紀初頭には、日本産アカサンゴは同等級のベニサンゴに比べて2倍以上、モモイロサンゴはさらにその数倍の価格で取引され、日本のサンゴは漁獲量だけでなく品質の面でも非常に高い評価を受けていた。
サンゴの加工については、明治中期までは江戸時代以来の根付け彫刻の技術程度しかなく、加工はイタリアに頼っていた。1909年には水産講習所に介殻彫刻専修が開設され、イタリアの加工技術の吸収を目指したが、1924年に廃止となるなど、戦前はサンゴの加工技術向上の取り組みはあまり結実しなかった。
日中戦争が始まると、サンゴ採取船は軍に徴用されるようになり、さらに戦時体制のなかでサンゴの宝飾品を身につけることもできなくなった。1943年にはサンゴ漁は完全に停止し、本格的に再開されるのは1955年のことであった。台湾は中国とならび日本産サンゴの重要な顧客であったが、1975年以降台湾船が土佐沖やミッドウェー近海の漁場で操業するようになり、独自の加工技術を身につけて、日本の競合相手となっている。主要産地である高知県は、2009年からスイス・バーゼルで開催される宝飾品見本市バーゼルワールドに、最高級ブランドとしてサンゴの宝飾品を出品するなど、付加価値を高めることで対抗を図っている。

## 保護の動き
明治維新以降に豊富な水揚げを続け、新漁場の開拓も続いていた太平洋のサンゴだったが、特に中国を中心として旺盛な需要は続いており、資源の枯渇が心配されている。2014年には、中国漁船が相次いで日本の領海内に侵入し、宝石サンゴを密漁する事件も起きた。
2010年には、アメリカやEUなどの提案でワシントン条約の規制品目にサンゴを含める審議がされたが、日本などの反対で否決された。日本における主要な産地である高知県では2012年から操業期間の短縮や年間漁獲高の規制を導入し、台湾でも漁獲量規制や漁船登録が義務付けられるなど、操業者の自主的な保護の取り組みが広がっている。また、高知県ではサンゴの産卵場所を増やすために禁漁区に魚礁を沈める試みや、飼育した移植片を海底に沈めるなど、サンゴを増やすための努力も行われている。